# Unión Popular de Langreo
El Unión Popular de Langreo és un club de futbol asturià del municipi de Llangréu.

## Història
El Unión Popular de Langreo va ser fundat el 1961 per la fusió dels clubs Racing Club Langreano i Círculo Popular de La Felguera.
El Racing Club Langreano, també conegut com a Racing Club de Sama, va ser fundat l'any 1915.
El Círculo Popular de La Felguera va ser fundat l'any 1917 com una associació de caràcter cultural i esportiu. Formà el club de futbol amb jugadors de Atlético Felguerino. Va pujar a Segona Divisió la temporada 1952-1953, on romangué fins a 1958.

## Dades del club
- Temporades a 1a Divisió: 0.
- Temporades a 2a Divisió: 8.
- Millor posició a la lliga: 11è a Segona Divisió (1963/64)
- Pitjor posició a la lliga: 11è a Tercera Divisió (1975/76)

## Palmarès
- 5 cops campió de 3a divisió (1961/62, 1969/70, 1981/82, 1985/86, 2001/02)